# Cybister limbatus
Cybister limbatus es una especie de escarabajo del género Cybister, familia Dytiscidae. Fue descrita científicamente por Fabricius en 1775.

## Distribución geográfica
Habita en Asia del Sur.